# Max Carey
Maximilian George „Max Carey“ Carnarius (* 11. Januar 1890 in Terre Haute, Indiana; † 30. Mai 1976 in Miami, Florida) war ein US-amerikanischer Baseballspieler und -manager in der Major League Baseball (MLB). Sein Spitzname war Scoops.

## Biografie
Carey begann nach seiner Schulzeit ein Studium der lutherischen Theologie, aber aus Geldmangel schloss er sich 1910 den Pittsburgh Pirates in der National League an. Der Outfielder überzeugte vor allem durch seine Defensivleistungen und seine Schnelligkeit auf den Bases. Zehnmal konnte er die meisten gestohlenen Bases der National League verzeichnen. Insgesamt kam er am Ende seiner Karriere auf 738 gestohlene Bases, ein Rekord, der in der National League bis 1974 Bestand haben sollte. Heute (Stand: April 2006) liegt er mit dieser Anzahl noch auf Platz neun. 1922 kam er auf 51 gestohlene Bases bei 53 Versuchen. 33 Mal konnte er sogar die Homebase stehlen, dies bedeutet noch heute den zweiten Platz in der ewigen Bestenliste hinter Ty Cobb mit 50. 1925 erreichte er mit den Pirates die World Series gegen die Washington Senators. Die Pirates gewinnen die Serie in sieben Spielen, Carey erreichte dabei einen Schlagdurchschnitt von 45,8 % und erzielte sechs Runs.
Nach einem Disput mit Fred Clarke, der zu den Pirates zurückgekehrt war, um Manager Bill McKechnie zu unterstützen, wurde Carey nach Brooklyn verkauft. Dort spielte er sein letztes Spiel am 29. Juni 1929. Bei den Dodgers war er auch in den Spielzeiten 1932 und 1933 als Manager tätig. Auch in der Frauenprofiliga, die in den 1940er und 1950er Jahren aktiv war, arbeitete er als Manager. 1961 wurde er in die Baseball Hall of Fame gewählt. 1976 verstarb er im Alter von 86 Jahren in Miami.